# 玛丽埃特·哈特利
玛丽埃特·哈特利（英語：Mariette Hartley，1940年6月21日—），女，美国演员。曾获得黄金时段艾美奖戏剧类电视系列剧最佳女主角。